# Wapen van Wormerland

Het wapen van Wormerland

Het wapen van Wormerland is direct afgeleid van het wapen van Jisp. Alleen de kleur van de lepelaar is veranderd. Het wapen is tweemaal aangevraagd: eerst toen de gemeente Wormerland nog niet officieel bestond en daarna opnieuw. Een aanvraag kan namelijk pas ingediend worden als de gemeente officieel bestaat.

## Geschiedenis
De gemeente Jisp gebruikte als wapen de lepelaar. Zij heeft hiervan verschillende varianten gekend. Het enige wat met zekerheid over het wapen van Jisp is te zeggen is dat de kleur van de lepelaar voor de officiële toekenning door de Hoge Raad van Adel meerdere kleuren heeft gehad. Zowel de lepelaar als het schild zijn meermalen van kleur veranderd. Meestal was de lepelaar wit of zilver van kleur. Maar de snavel en poten wisselden vaak van kleur. Uiteindelijk heeft de Hoge Raad van Adel besloten om het wapen in de rijkskleuren toe te kennen: een blauwe achtergrond met een gouden lepelaar. 
De gemeente Wormerland wilde heel graag het wapen van Jisp in ongewijzigde vorm overnemen, maar omdat dat niet mogelijk was vanwege de andere twee voormalige gemeentes: Wormer en Wijdewormer was er een nieuw wapen nodig. Daarnaast komt de lepelaar in de geheel nieuwe gemeente voor. Om die redenen besloot de nieuwe gemeente het oude wapen van Jisp te gebruiken en de lepelaar in zilver met zwarte snavel en poten af te laten beelden. 

## Blazoen
De beschrijving van het wapen is bijna gelijk aan die van het wapen van Jisp; het enige verschil is dan de kleur van de lepelaar. De blazoenering luidt:
In azuur een lepelaar van zilver, gebekt en gepoot van sabel. Het schild gedekt met een gouden kroon van drie bladeren en twee parels.
Het wapen van Wormerland is blauw van kleur met daarop een zilveren of witte lepelaar, de bek en poten zijn zwart. Het schild wordt gedekt door een kroon van drie bladeren met daartussen twee parels. 